# Paul Jatta
Nombre futbolista (Gambia, 21 de febrero de 1991), futbolista gambiano. Juega de Posición y su actual equipo es el Brøndby IF de la SAS Ligaen de Dinamarca.

## Selección nacional
Ha sido internacional con la Selección de fútbol de Gambia Sub-20.

## Clubes
| Club            | País      | Año       |
| --------------- | --------- | --------- |
| Banjul Hawks FC | Gambia    | 2006-2009 |
| Brøndby IF      | Dinamarca | 2009      |

- Datos: Q2020364